# أريان خان
أريان خان (من مواليد 12 نوفمبر 1997) هو رجل أعمال ومخرج أفلام هندي. هو الابن الأكبر للممثل شاه روخ خان والمنتجة غوري خان. بعد تخرجه من جامعة جنوب كاليفورنيا، شارك في تأسيس شركة وعلامة تجارية في عام 2022. شارك بالتمثيل والأداء الصوتي في عدة أعمال بجانب والده. اتهم في قضية اتجار بالمخدارت أثارت الرأي العام، لكن بُرئ منها فيما بعد.

## نشأته
وُلِد آريان خان في 12 نوفمبر 1997 في مومباي، ماهاراشترة، الهند. هو الابن الأكبر للممثل شاه روخ خان والمنتجة غوري خان. لديه شقيقان أصغر منه سناً، بما في ذلك الممثلة سوهانا. نشأ خان مع ديانتي والديه الإسلام والهندوسية. تلقى تعليمه في مدرسة ديروباي أمباني الدولية في مومباي حتى سن الخامسة عشرة، وبعد ذلك التحق بمدرسة سيفينوكس في كينت.
عندما كان طفلاً، شارك في أحد مشاهد فيلم أحيانا السعادة وأحيانا الحزن (2001). كما عمل كممثل صوتي في النسخة الهندية من فيلم أبطال خارقون (2004) ثم أدى صوت سيمبا في النسخة الهندية من فيلم الأسد الملك (2019)، إلى جانب والده. في عام 2020، تخرج خان بدرجة البكالوريوس في الفنون الجميلة في إنتاج الأفلام والتلفزيون من كلية الفنون السينمائية التابعة بجامعة جنوب كاليفورنيا.

## حياته المهنية
في عام 2022، أطلق خان وشركاؤه شركة Slab Ventures، والتي بدأوا من خلالها علامة تجارية جماعية فاخرة باسم D'yavol (كلمة البلغارية تعني الشيطان). وتعاونوا مع شركة التخمير إيه بي إنبيف لإطلاق علامة تجارية فاخرة من الفودكا، تسمى D'yavol Vodka (فودكا الشيطان). وعدة منتجات أخرى. في عام 2023 أيضًا، أطلق خان علامة تجارية للملابس الفاخرة، باسم D'yavol X. وأخرج فيديو إعلانيًا للعلامة التجارية، ظهر فيه هو ووالده، والذي كان بمثابة أول مشروع إخراجي له.

## القضايا القانونية
في 3 أكتوبر 2021، ألقي القبض على أريان خان مع ستة آخرين من قبل مكتب مكافحة المخدرات، أثناء مداهمة حفلة راقصة على متن سفينة سياحية. واتهم كونه جزء من شبكة دولية مزعومة للاتجار بالمخدرات. بعد أن أمضى 25 يومًا في سجن مومباي المركزي ورُفض طلبه بالإفراج عنه بكفالة أربع مرات، خرج في النهاية بكفالة في 28 أكتوبر 2021.  في مايو 2022، برئته المحكمة من جميع التهم. وقد اتُهم أحد الضباط الذين قادوا التحقيق، وهو سمير وانكيدي، فيما بعد بالفساد ومحاولة ابتزازه، حيث زعم مكتب التحقيقات المركزي أن تهم المخدرات كانت جزءًا من مخطط كاذب لابتزاز عائلة خان.
| سنة  | عنوان                        | دور         | ملحوظات              |
| ---- | ---------------------------- | ----------- | -------------------- |
| 2001 | أحيانا السعادة وأحيانا الحزن | الطفل راؤول | دور طفل              |
| 2004 | أبطال خارقين                 | داشيل       | صوت (مدبلج بالهندية) |
| 2019 | الأسد الملك                  | سيمبا       | صوت (مدبلج بالهندية) |
| 2024 | موفاسا: الأسد الملك          | سيمبا       | صوت (مدبلج بالهندية) |